# 欧州電気標準化委員会
欧州電気標準化委員会（おうしゅうでんきひょうじゅんかいいんかい、英: European Committee for Electrotechnical Standardization、仏: Comité Européen de Normalisation Electrotechnique, CENELEC）は、電気工学分野のヨーロッパにおける標準規格を策定する機関。
ETSI（電気通信）とCEN（他の技術分野）と共に、ヨーロッパにおける技術標準体系を形成する。
これらの機関が策定した標準は、ヨーロッパ以外の国々でも採用されることが多い。
CENELEC は1973年に CENELCOM と CENEL という2つの機関が合併して誕生した。ベルギーの法律下での非営利団体であり、本拠地はブリュッセルにある。メンバーは主にヨーロッパ各国の標準化団体である。
CENELEC の現在のメンバーは次の通り。
| - オーストリア - ベルギー - キプロス - チェコ - デンマーク - エストニア | - フィンランド - ドイツ - ギリシャ - ハンガリー - アイスランド - アイルランド | - イタリア - ラトビア - リトアニア - ルクセンブルク - マルタ - オランダ | - ノルウェー - ポーランド - ポルトガル - ルーマニア - スペイン | - スロバキア - スロベニア - スウェーデン - スイス - イギリス |

また、アルバニア、ボスニア・ヘルツェゴビナ、ブルガリア、クロアチア、マケドニア共和国、セルビア、モンテネグロは準メンバーとされている。
CENELEC は欧州連合と緊密な関係にあるが、欧州連合の機関ではない。そのルーツは1926年にドイツ・オランダ・スウェーデンがベルリンで設立したInstallationsfragen-Kommission という検査機関である。これは第二次世界大戦で活動を中断していたが、1946年にCommission on Rules for the Approval of Electrical Equipment と名前を変えて復活した。そして現在のIECEE 規格となった。